# 赤间站
赤間站（日语：〔〕／ Akama eki */?）是一個位於福岡縣宗像市、屬於九州旅客鐵道（JR九州）鹿兒島本線的鐵路車站。位於小倉站與博多站的正中間位置。

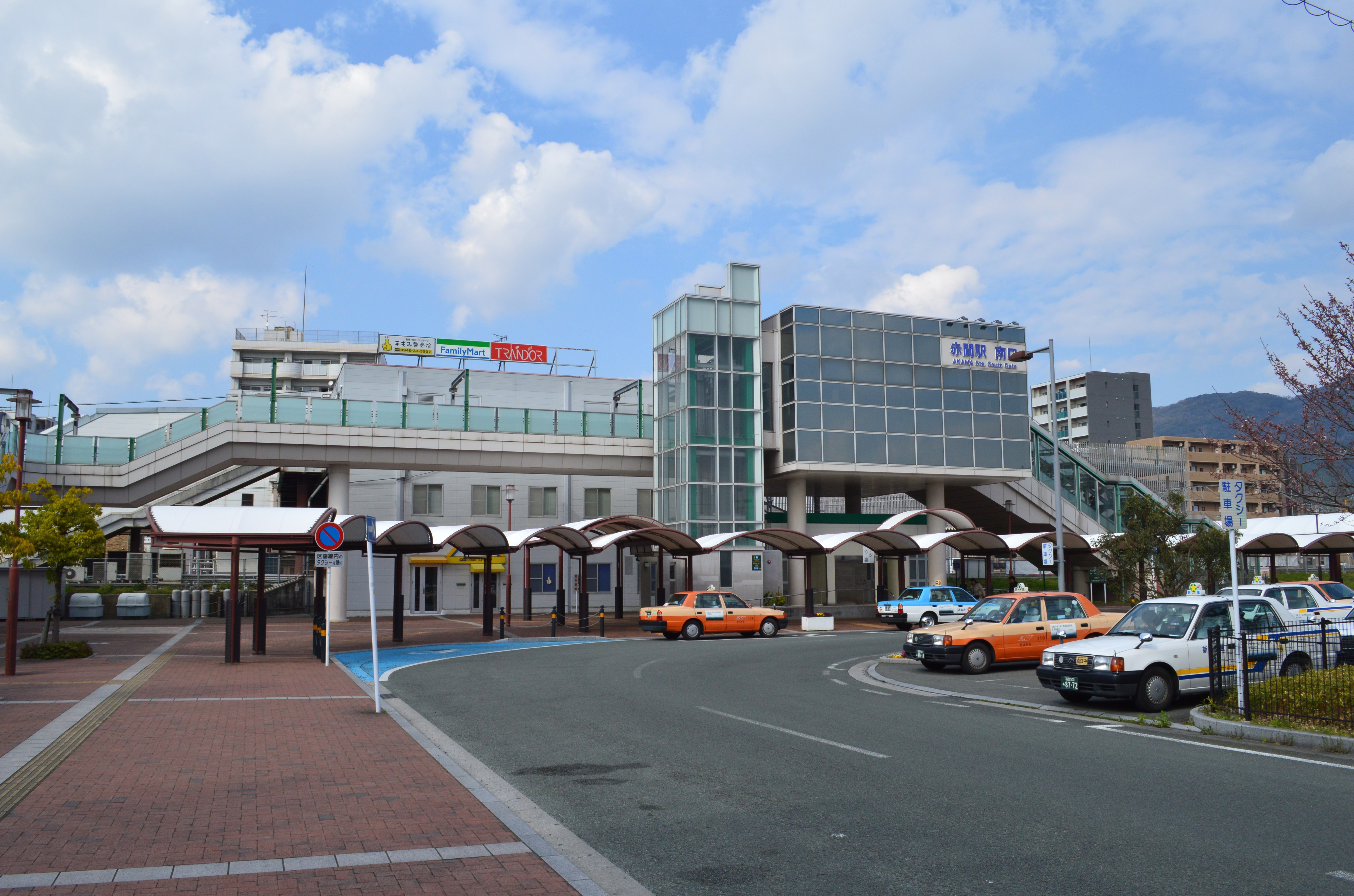
南口（2016年3月）

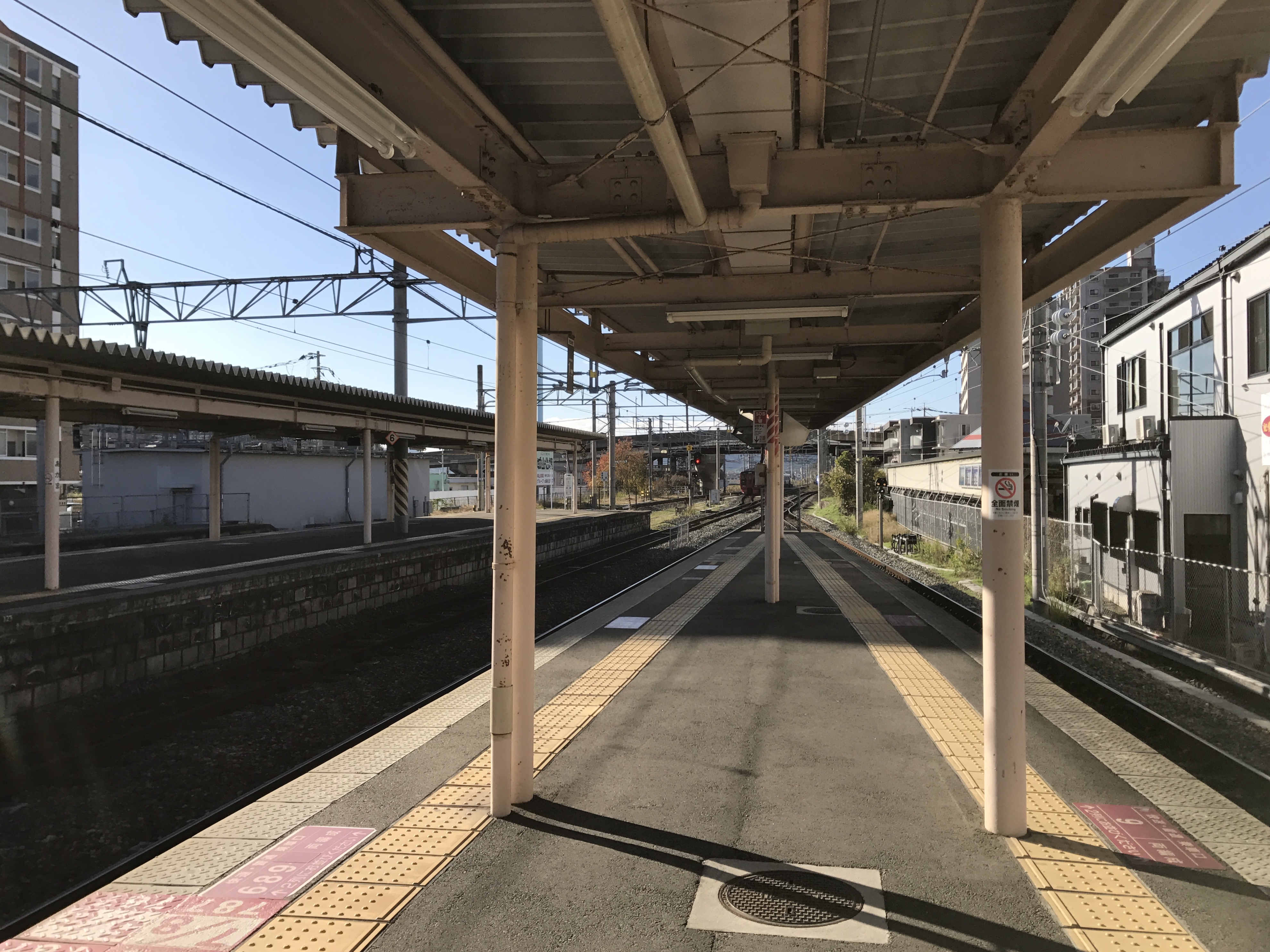
月台（2016年12月）

## 車站結構
1982年（昭和57年）設立跨站式站房，2004年（平成16年）完成南口站前廣場。

### 月台配置
| 月台 | 路線       | 方向 | 目的地           |
| ---- | ---------- | ---- | ---------------- |
| 1、2 | 鹿兒島本線 | 上行 | 小倉、門司港方向 |
| 3、4 | 鹿兒島本線 | 下行 | 香椎、博多方向   |

## 歷史
- 1890年：

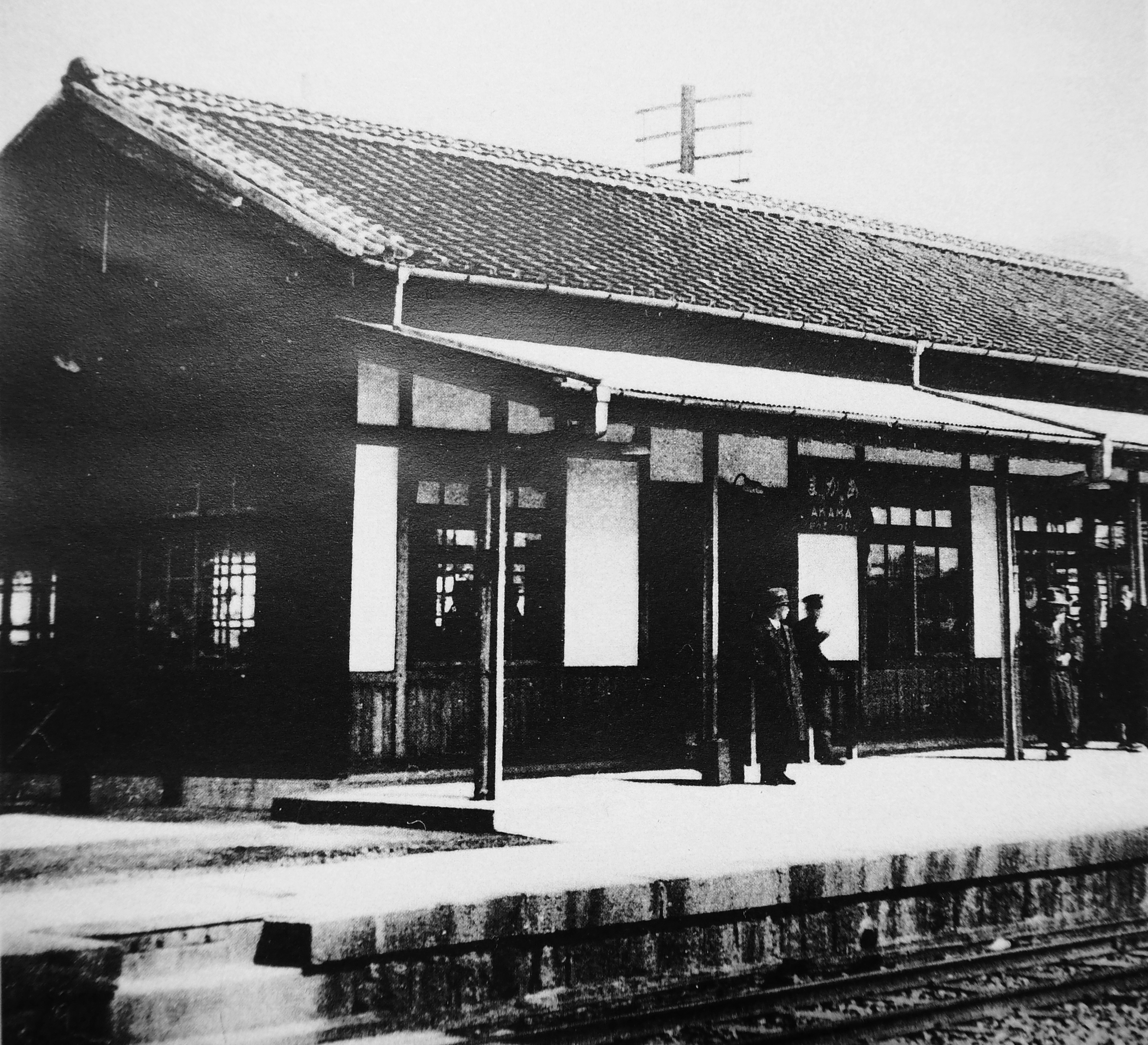
1939年的赤間站。

- 9月28日：隨九州鐵道～本站開通而開業。
- 9月20日：九州鐵道本站～遠賀川站間開通。

- 1907年7月1日：九州鐵道國有化（日语：鐵道国有法）[3][5]。
- 1909年11月5日：隨城山隧道開通，遠賀川站～本站改用新路線[3][注釋 3]。
- 1910年11月3日：城山隧道複線化[2]。
- 1913年4月1日：福間站～本站間新設東鄉站[3]。
- 1921年12月1日：博多～本站複線化[2]。
- 1961年6月1日：門司港站～久留米站電化[2]。
- 1974年7月1日：取消貨物提取服務止[6]。
- 1982年：

- 10月8日：改為橋上站房，第二代站房啟用。並於同用18日進行了站房落成式。

- 1985年3月14日：取消行李提取服務[6]。
- 1987年：

- 2月5日：增設綠色窗口。
- 4月1日：國鐵分割民營化，車站由九州旅客鐵道（JR九州）營運。

- 2004年：

- 3月13日：隨時間表改正及站內改善工程完成，成為了福岡都市圏東端的終着駅化，開設本站往來荒木站間普通列車，每小時對開1班。
- 南口站前廣場完工。

- 2009年：

- 2月25日：北口站前廣場及自由通路完成，開始使用。
- 3月1日：可以使用IC卡「SUGOCA」。

## 相鄰車站
九州旅客鐵道
 鹿兒島本線
- 特急「音速」「日輪SEAGAIA」「火花」停車站

■快速、■區間快速
折尾（JA19）－（一部分停靠海老津（JA16））－赤間（JA14）－東鄉（JA13）
■區間快速（一部份列車）、■普通
教育大前（JA15）－赤間（JA14）－東鄉（JA13）

## 外部連結
- 赤間站 （页面存档备份，存于）（日語）